# Akeem Williams
Akeem Williams (Brockton, Massachusetts, 26 de enero de 1991) es un exbaloncestista estadounidense con pasaporte británico que pertenece. Con 1,78 metros de estatura, jugaba en la posición de base.

## Trayectoria deportiva

### Universidad
Jugó tres temporadas con los River Hawks de la Universidad de Massachusetts Lowell, en las que promedió 17,3 puntos, 3,7 rebotes y 3,3 asistencias por partido. En sus dos primeras temporadas, su universidad pertenecía a la División II de la NCAA, resultando incluido en 2012 en el segundo mejor quinteto de la Northeast-10 Conference, y al año siguiente en el primero.
En 2013 se produjo el ascenso de la universidad a la División I, donde jugaría una temporada más, en la que promedió 15,8 puntos, 4,1 rebotes y 3,4 asistencias por partido, siendo incluido finalmente en el segundo mejor quinteto de la America East Conference.

#### Estadísticas
| Año       | Equipo       | PJ  | PT  | MPP  | %TC  | %3P  | %TL  | RPP  | APP  | ROB  | TPP  | PPP   |
| --------- | ------------ | --- | --- | ---- | ---- | ---- | ---- | ---- | ---- | ---- | ---- | ----- |
| 2011-2012 | UMass-Lowell | 30  | 28  | 31,9 | 43,5 | 34,5 | 75,9 | 3,37 | 3,20 | 1,13 | 0,17 | 17,70 |
| 2012-2013 | UMass-Lowell | 27  | 26  | 34,6 | 45,6 | 40,0 | 75,0 | 3,22 | 3,26 | 1,48 | 0,07 | 19,93 |
| 2013-2014 | UMass-Lowell | 28  | 28  | 32,0 | 38,3 | 34,4 | 80,3 | 4,07 | 3,36 | 1,29 | 0,07 | 15,79 |
| Total     |              | 113 | 110 | 32,6 | 41,6 | 35,9 | 77,8 | 3,68 | 3,30 | 1,29 | 0,10 | 17,28 |

### Profesional
Tras no ser elegido en el Draft de la NBA de 2014, en el mes de agosto fichó por el Étoile de Charleville-Mézières de la Pro B, la segunda división francesa. En su primera temporada promedió 15,2 puntos y 2,6 asistencias, mientras que en la segunda sus números fueron de 13,8 puntos y 4,8 asistencias por encuentro.
En junio de 2016 subió de categoría al firmar por una temporada con el Hyères Toulon Var Basket de la Pro A.